# Sabrina Bemmelen
Sabrina Bemmelen (* 22. Mai 1986 in Aachen) ist eine deutsche Fußballspielerin und -trainerin.

## Karriere

### Als Spielerin
Bemmelen startete ihre Karriere beim FC Germania Freund, bevor sie 2003 zum FC Teutonia Weiden wechselte. Nach fünf Jahren in Weiden ging sie mit Beginn der Saison 2008/09 zum SV Eilendorf 1914, um bereits nach einer Spielzeit sich der neugegründeten Frauenfußball-Abteilung der Alemannia Aachen anzuschließen. Dort wurde sie mit 17 Toren in 25 Spielen in der Regionalliga West in der Saison 2010/11 beste Torschützin. Anschließend wechselte sie zur SGS Essen in die deutsche Fußball-Bundesliga der Frauen. In Essen gab sie am 25. September 2011 ihr Bundesliga-Debüt gegen den FC Bayern München, doch es folgten lediglich zwei weitere Spieleinsätze, in denen sie insgesamt nur ein Tor erzielte. Zur Saison 2012/13 kehrte sie zurück zur Alemannia Aachen. Dort gelang ihr nach 30 Spielen in zwei Spielzeiten und 25 Toren in der Saison 2013/14 die Meisterschaft der Regionalliga West und der damit verbundene Aufstieg in die 2. Fußball-Bundesliga Süd.
Seit der Saison 2017/18 spielt sie für den Landesligisten FC Eintracht Kornelimünster.

### Als Trainerin
Ab 2012 war sie neben ihrer aktiven Spielerkarriere auch Co-Trainerin der U-13-Juniorinnen der Alemannia Aachen. Seit der Saison 2017/18 ist sie Trainerin des Landesligisten FC Eintracht Kornelimünster.

## Erfolge
- 2014: Meister der Regionalliga Süd[11]